# Mathildellidae
Famille
Les Mathildellidae sont une famille de crabes. Elle comprend 22 espèces actuelles et 32 fossiles dans huit genres dont trois fossiles.

## Liste des genres
- Beuroisia Guinot & Richer de Forges, 1981
- Intesius Guinot & Richer de Forges, 1981
- Mathildella Guinot & Richer de Forges, 1981
- Neopilumnoplax Serène in Guinot, 1969
- Platypilumnus Alcock, 1894
- † Branchioplax Rathbun, 1916
- † Coeloma A. Milne-Edwards, 1865
- † Tehuacana Stenzel, 1944

## Référence
- Karasawa & Kato, 2003 : The family Goneplacidae MacLeay, 1838 (Crustacea: Decapoda : Brachyura): systematics, phylogeny, and fossil records. Paleontological Research, vol. 7, n. 2, p. 129–151.

## Sources
- Ng, Guinot & Davie, 2008 : Systema Brachyurorum: Part I. An annotated checklist of extant brachyuran crabs of the world. Raffles Bulletin of Zoology Supplement, n. 17 p. 1–286.
- De Grave & al., 2009 : A Classification of Living and Fossil Genera of Decapod Crustaceans. Raffles Bulletin of Zoology Supplement, n. 21, p. 1-109.